# La Vierge au chartreux
La Vierge au chartreux – ou Vierge à l'Enfant avec sainte Barbe, sainte Élisabeth et Jan Vos, également appelée Madone de Jan Vos – est un tableau réalisé vers 1441-1443 par le peintre flamand Jan van Eyck et un assistant. De format horizontal, cette peinture à l'huile sur panneau est une Madone qui représente Marie tenant l'Enfant Jésus assise entre sainte Barbe et sainte Élisabeth alors qu'il adresse un signe de bénédiction à destination d'un chartreux à genoux, sans doute le donateur Jan Vos. La scène se déroule devant une arcade donnant sur un paysage urbain où se remarque un pont franchissant un cours d'eau. L'œuvre a appartenu à James de Rothschild. Achetée en 1954, elle est conservée à la Frick Collection, à New York, dans l'État de New York, aux États-Unis.